# Église Saint-Amand de Sénas
L'église Saint-Amand, est une église située sur la commune de Sénas dans le département des Bouches-du-Rhône en France. L’édifice est inscrit en tant que monument historique depuis le 3 octobre 1997.

## Histoire
La construction primitive de l'église actuelle remonte à la fin du XIe siècle. Sa construction est certifiée avant 1155. Elle fait partie d'une des trois chapelles élevées par les seigneurs de Sénas. Offertes en 1150 à l'évêque Geoffroi d'Avignon, le pape Adrien IV en confirme la propriété le 24 avril 1155, date à laquelle elle devient église paroissiale.
Elle ne comprenait à l'origine au XIIe siècle, qu'une nef unique composée de quatre travées en berceaux brisés sur arcs doubleaux, avec une abside en cul-de-four. Cette dernière sera détruite sans en connaître la raison ni la date exacte. Des traces de celle-ci sont visibles dans la sacristie actuelle. On pouvait pénétrer dans l'édifice par deux portes cintrées, une à l'ouest et l'autre au sud.
Des arcs de décharge et des contreforts permettaient de maintenir l'ensemble.
Plus tard, à une date indéterminée, un clocher massif de plan carré et à toit plat est ajouté. Mais ce poids supplémentaire oblige de renforcer certains arcs de décharge entre les contreforts.
En 1306, l'édifice est agrandi au nord, par la construction d'une nef centrale et d'un chœur en ouvrant les arches du mur nord de la chapelle primitive. La voûte repose sur de hautes croisées d'ogives et s'appuie sur des piliers massifs. L'église prend le nom d'église Saint-Pierre de Sénas.
Au XVe siècle, entre 1453 et 1458, un collatéral nord est ajouté. Mais les contreforts étant insuffisamment élevés, ils ne vont pas résister à la poussée des voûtes.
Le cimetière étant proche de l'édifice religieux, un ossuaire (ou charnier) est construit en appui du mur pour recevoir les ossements après exhumation. Les morts étaient inhumés en pleine terre, sans cercueil, ce qui permettait après quelques mois, de pouvoir exhumer les restes pour réutiliser les fosses.
Entre 1555 et 1559, le clocher se voit ajouter une flèche octogonale décorée de rostres de pierre.
Un incident majeur survient au XVIIe siècle. Le collatéral nord s'effondre en raison d'un pourrissement d'un des piliers. Une reconstruction de fortune est effectuée en 1667-1671, les nouvelles ogives étant en bois plâtré.
Sur une gravure de 1757, on distingue la présence du narthex au sud (dont la date de construction est inconnue) mais l'absence de sacristie et de presbytère.
En 1787, l'édifice est désignée comme "église de la Résurrection du Sauveur".
Vers 1790-1801, elle est rattachée au diocèse d'Aix.
En 1790, au début de la Révolution, les terres de l'église sont nationalisées et vendues en trois lots.
L'église est fermée et restera sans desservant pendant 21 ans. Deux cloches sur trois sont envoyées à la Manufacture d'Armes de Marseille.
Ce n'est qu'en 1815 qu'elle retrouve un curé.
Bien plus tard, en 1891, on construit un presbytère, la sacristie et un bâtiment dit "de décharge". Elle prend désormais l'appellation d'église de Saint-Amand. Elle est dédiée à Amand de Maastricht.
Des rénovations sont entreprises par la municipalité en 1990 puis en 1999, ciblant le clocher, la flèche, les sculptures et la remise en l'état de l'ossuaire. En juin 2007, l'église est mise en valeur sur son parvis par la démolition d'une maison.
Des travaux d'envergure sont engagés en 2008 et 2009 pour obtenir l'édifice remarquable actuel.
Un enfeu daté du XVIIe siècle, creusé dans le mur nord est découvert. Charles de Jarente, chevalier et marquis de Sénas, décédé le 25 avril 1702, y fut enseveli la même année. Il fut marié à Thérèse de Montaigue d'Avignon le 13 juin 1688 à Sénas.
Un dallage médiéval est retrouvé sous le carrelage couvrant le sol.
De nombreux petits objets, dont des monnaies, ont été retrouvés durant cette phase de rénovation.
Une association locale SOS Clocher, travaille sur le projet de rendre les deux cloches perdues pendant la Révolution à cette église.
En 2021, du fait de son état vétuste, le presbytère est démoli.

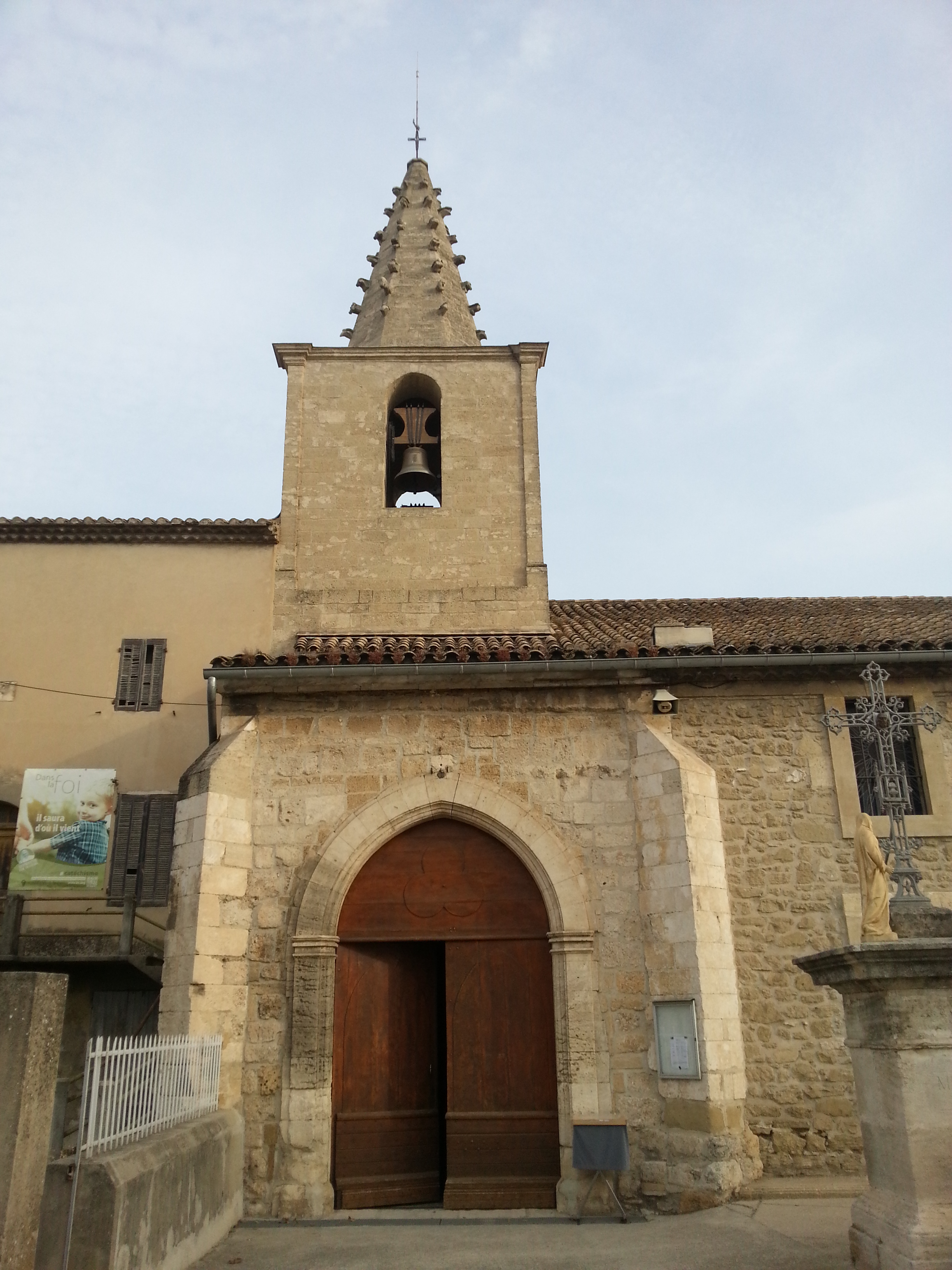
L'entrée de l'édifice.
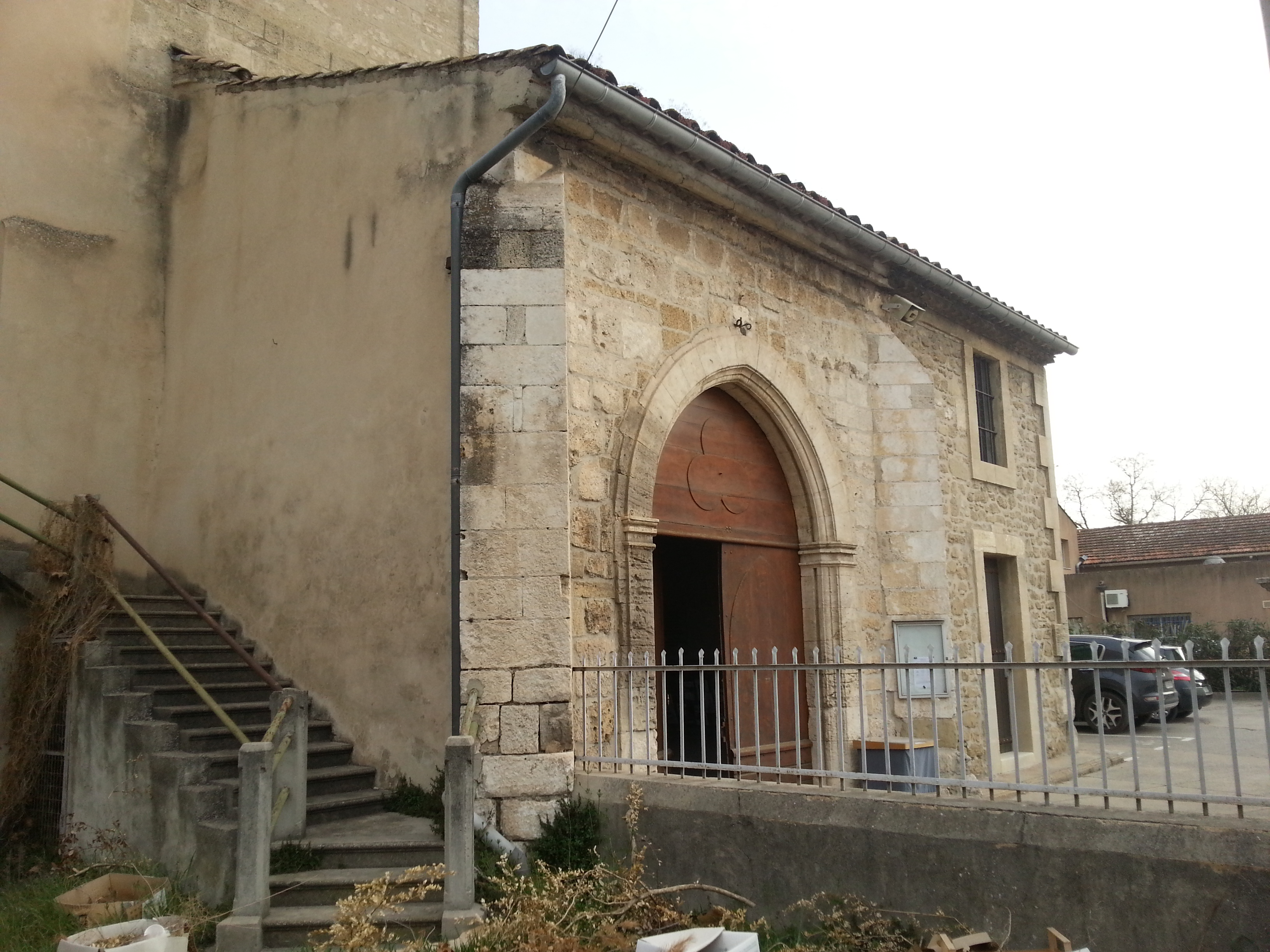
L'entrée et le narthex.
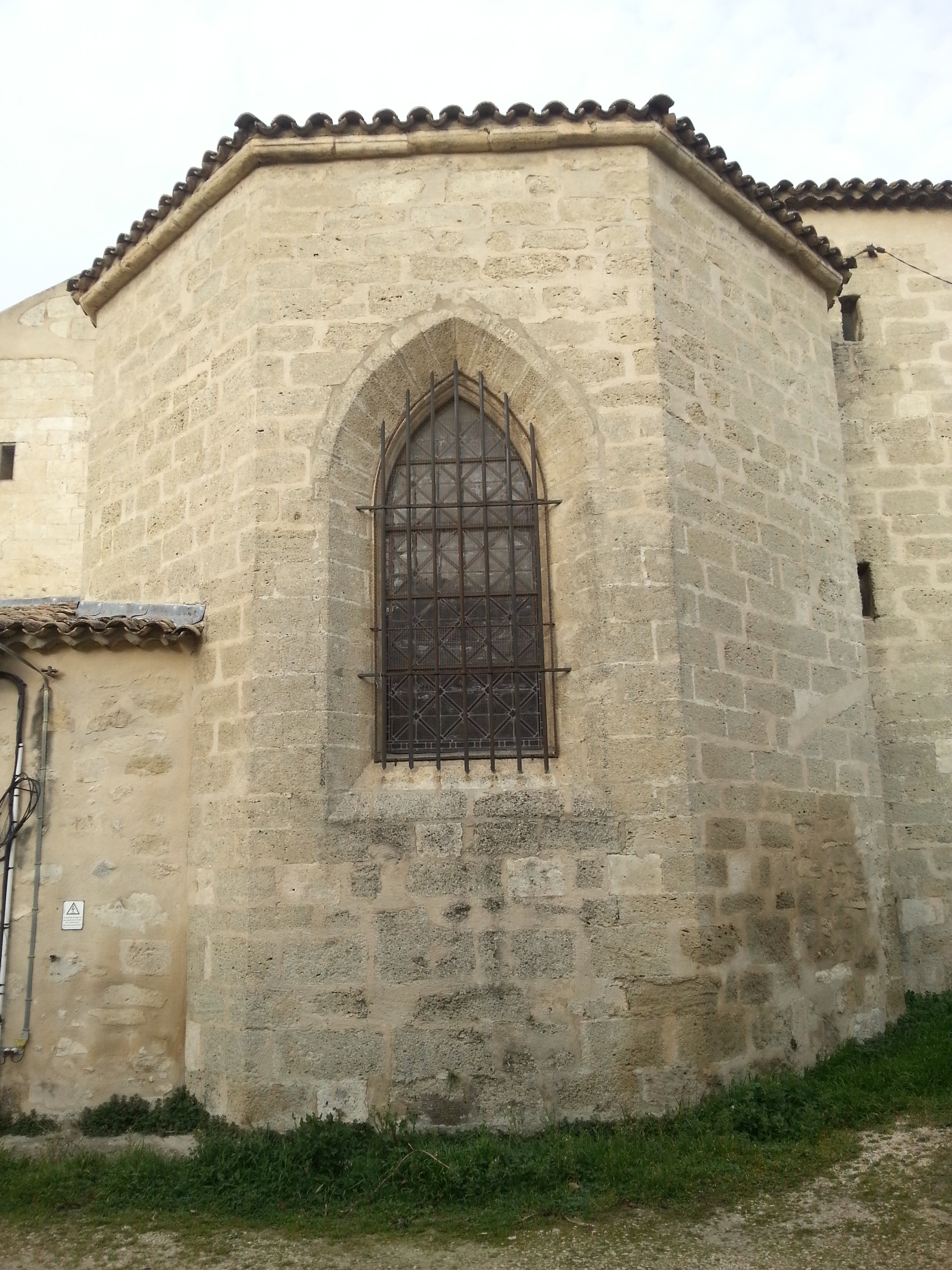
Le chœur.
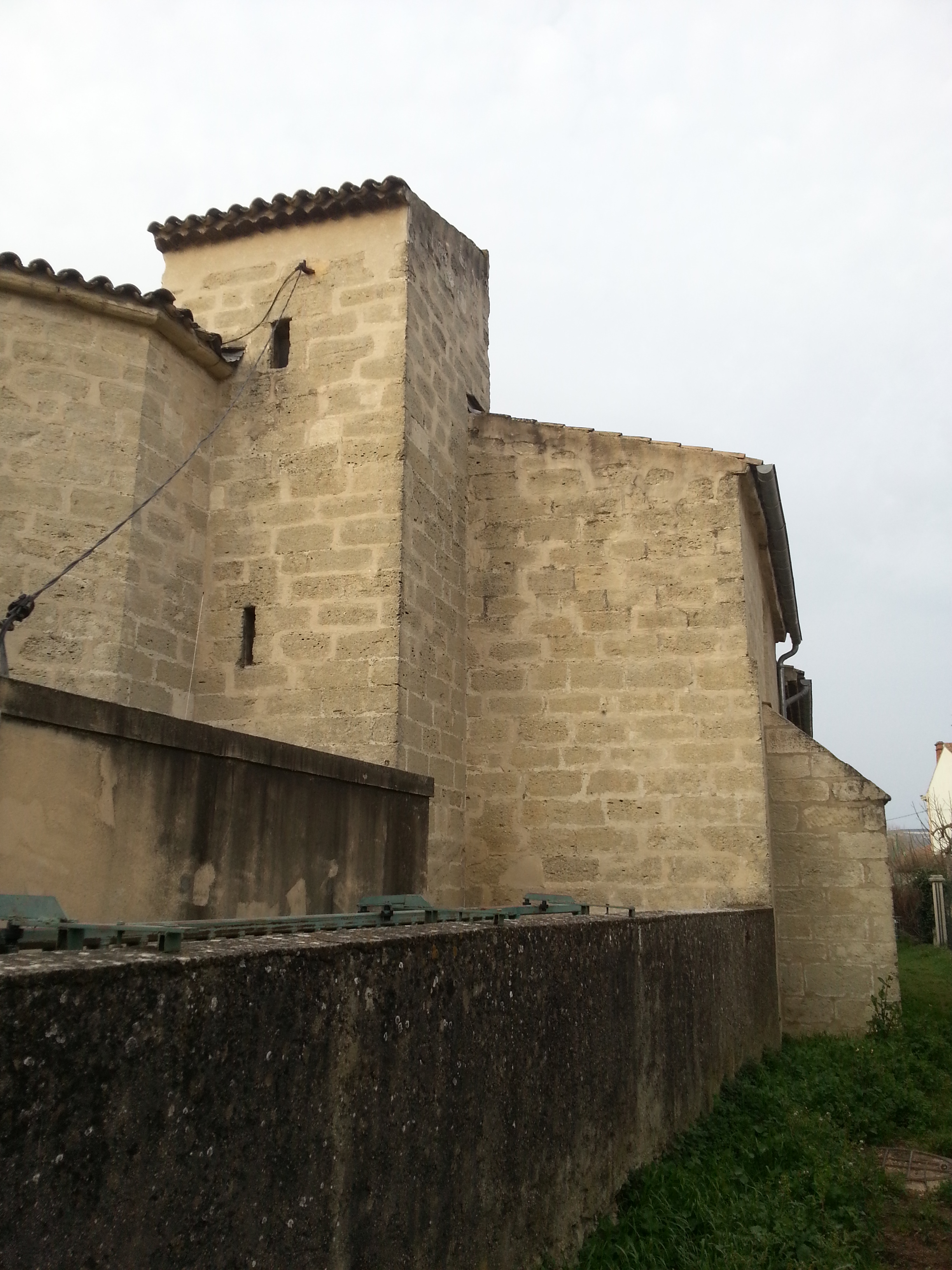
Vue du nord-est.
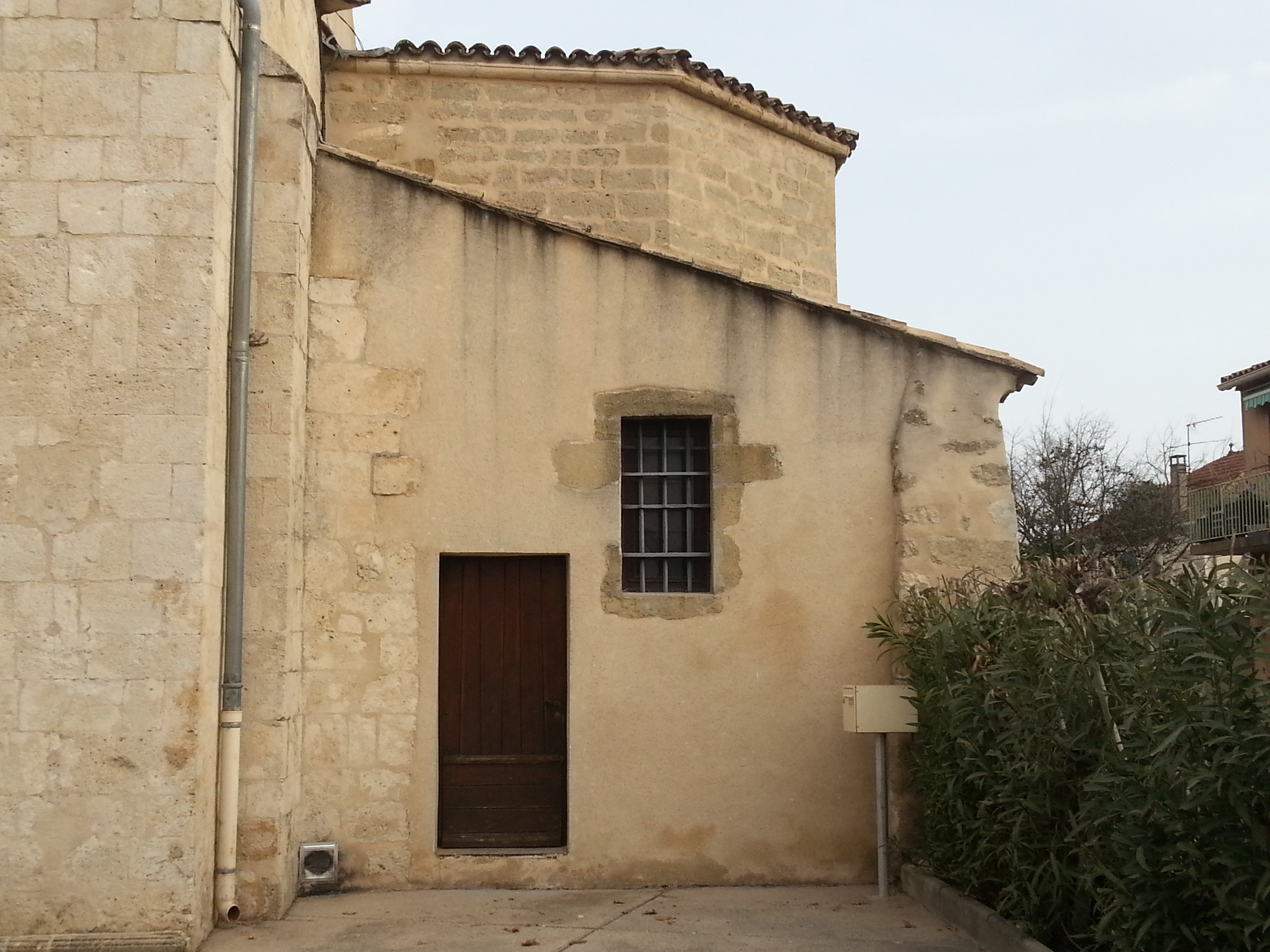
La sacristie.
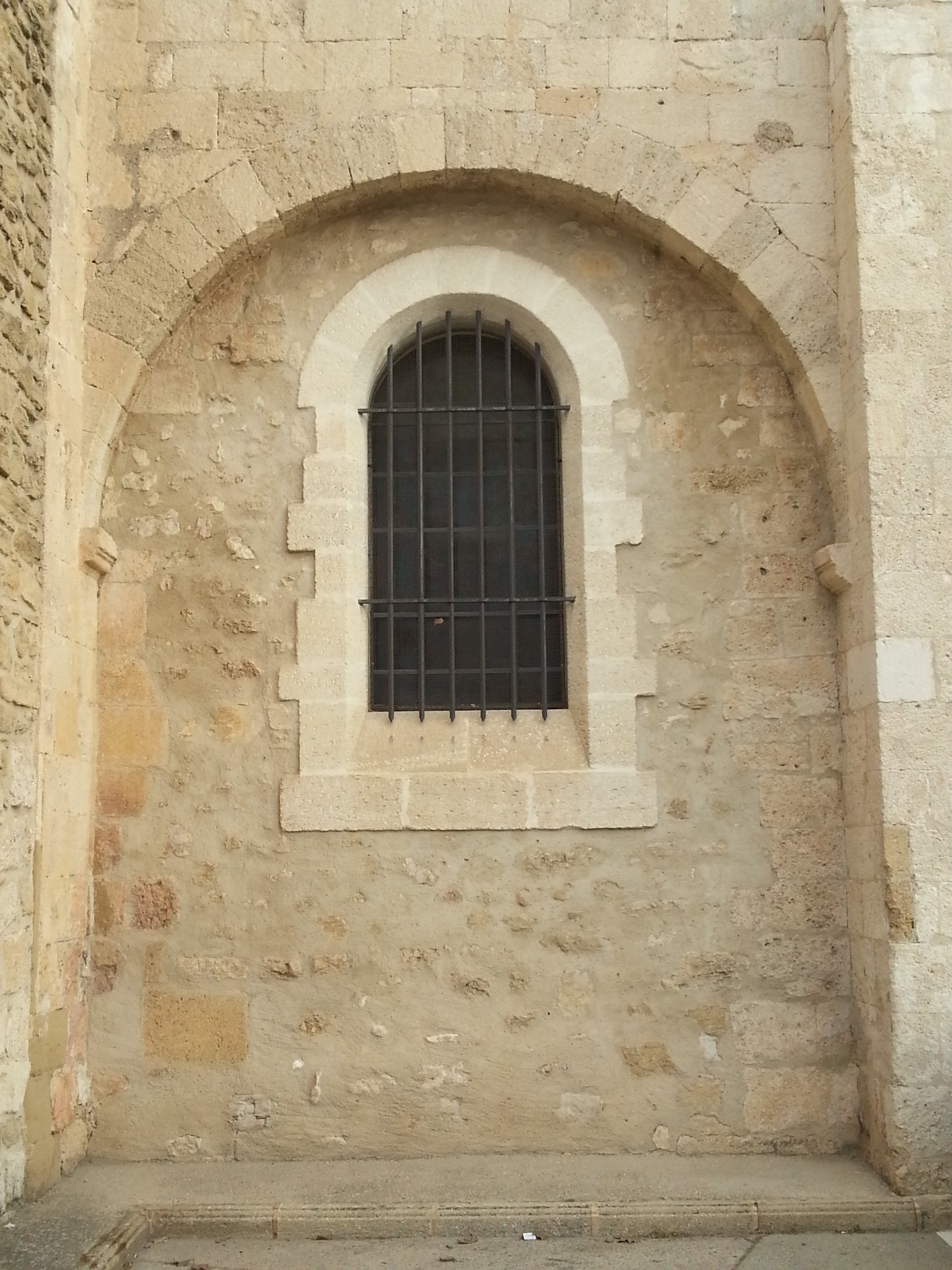
L'arc de décharge est visible sur cette travée.
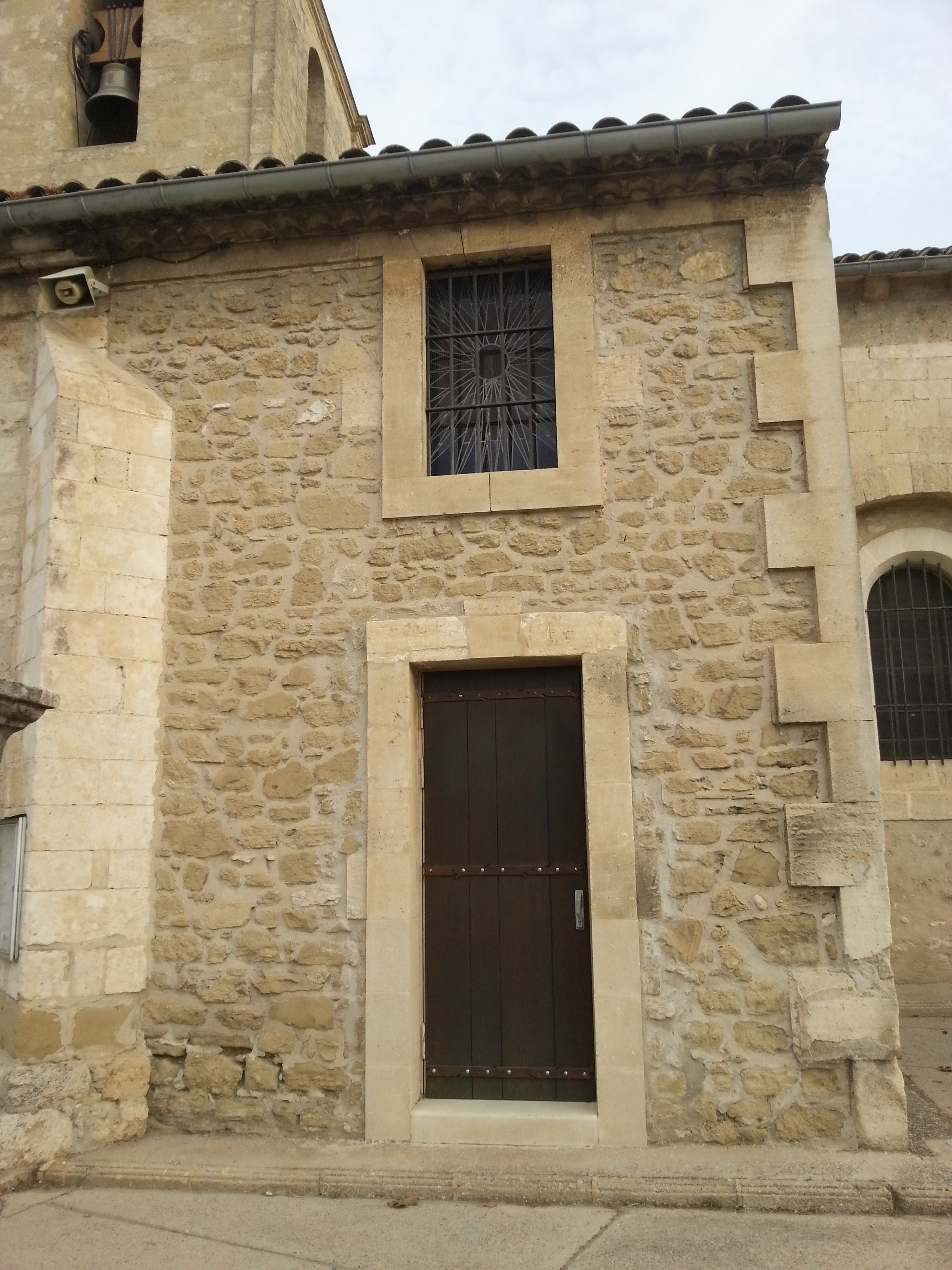
La chapelle des confessions.
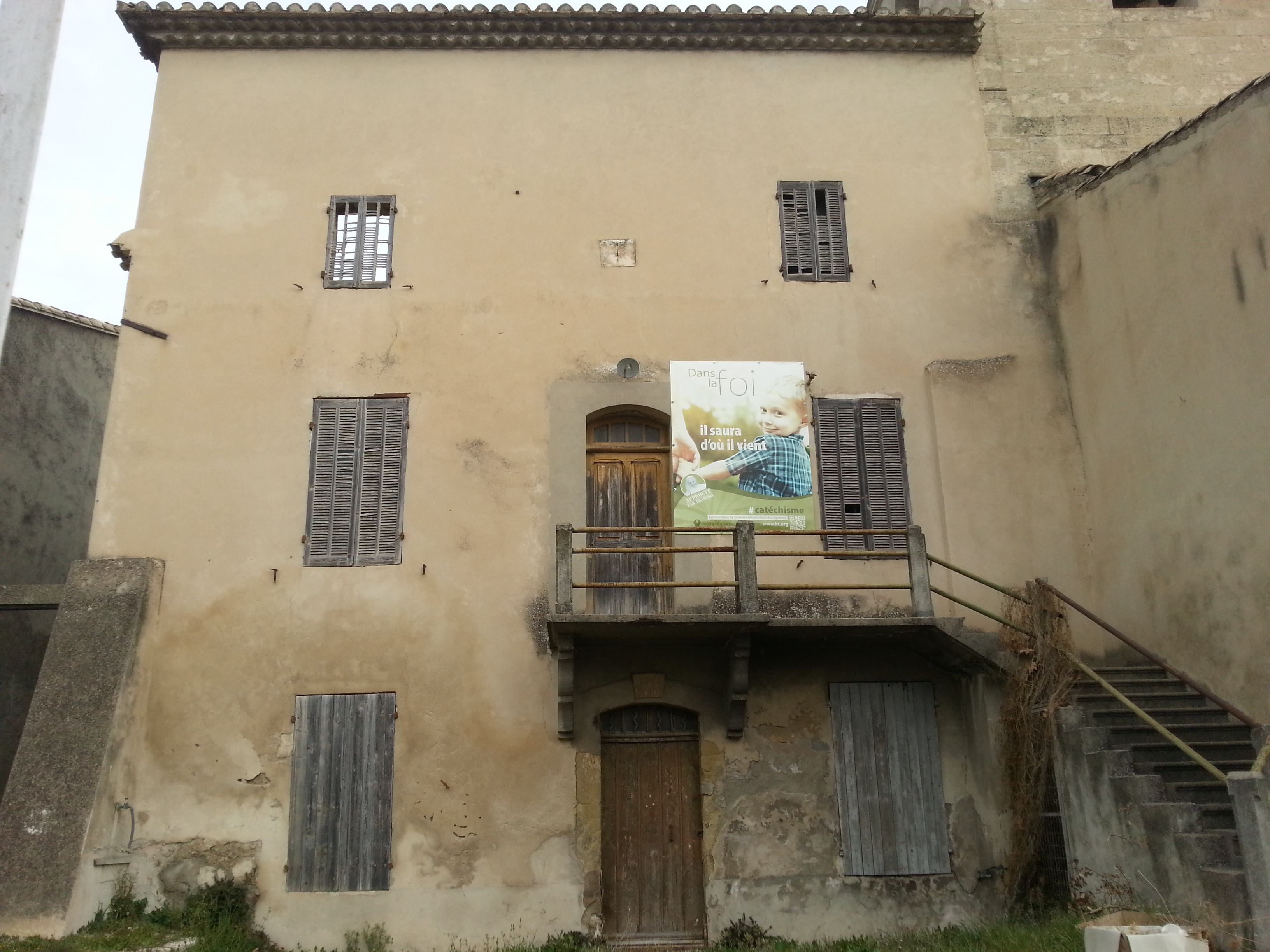
La façade du presbytère démoli en 2021.

## Architecture
Cette église est un édifice complexe à trois nefs :
- Un collatéral roman à quatre travées du XIIe siècle, dont l'abside a été supprimée ;
- Une large nef centrale gothique à trois travées du début du XIVe siècle avec une grande arche du XVIIIe siècle ;
- Un chœur sous abside polygonale gothique de la fin du XIVe siècle ;
- Un bas-côté gothique rajouté peut-être à la fin du XIVe siècle ;
- Un narthex gothique posé devant l'entrée de la nef romane, sans soute contemporain du clocher dans le cours du XIVe siècle.

## Le clocher
Construit avant le XIVe siècle, il est remarquable par sa flèche massive octogonale et les rostres qui le décorent.
Il y a 56 rostres répartis au nombre de 7 sur chacune des 8 arêtes. Leur longueur va diminuant à mesure que l'on se rapproche de du sommet, ce qui donne un aspect esthétique d'alignement à l'ensemble.
Parmi les figures illustrant les rostres, on énumère : des têtes, des phallus, des becs et des griffes.
La flèche est couverte d'une croix et d'un coq.

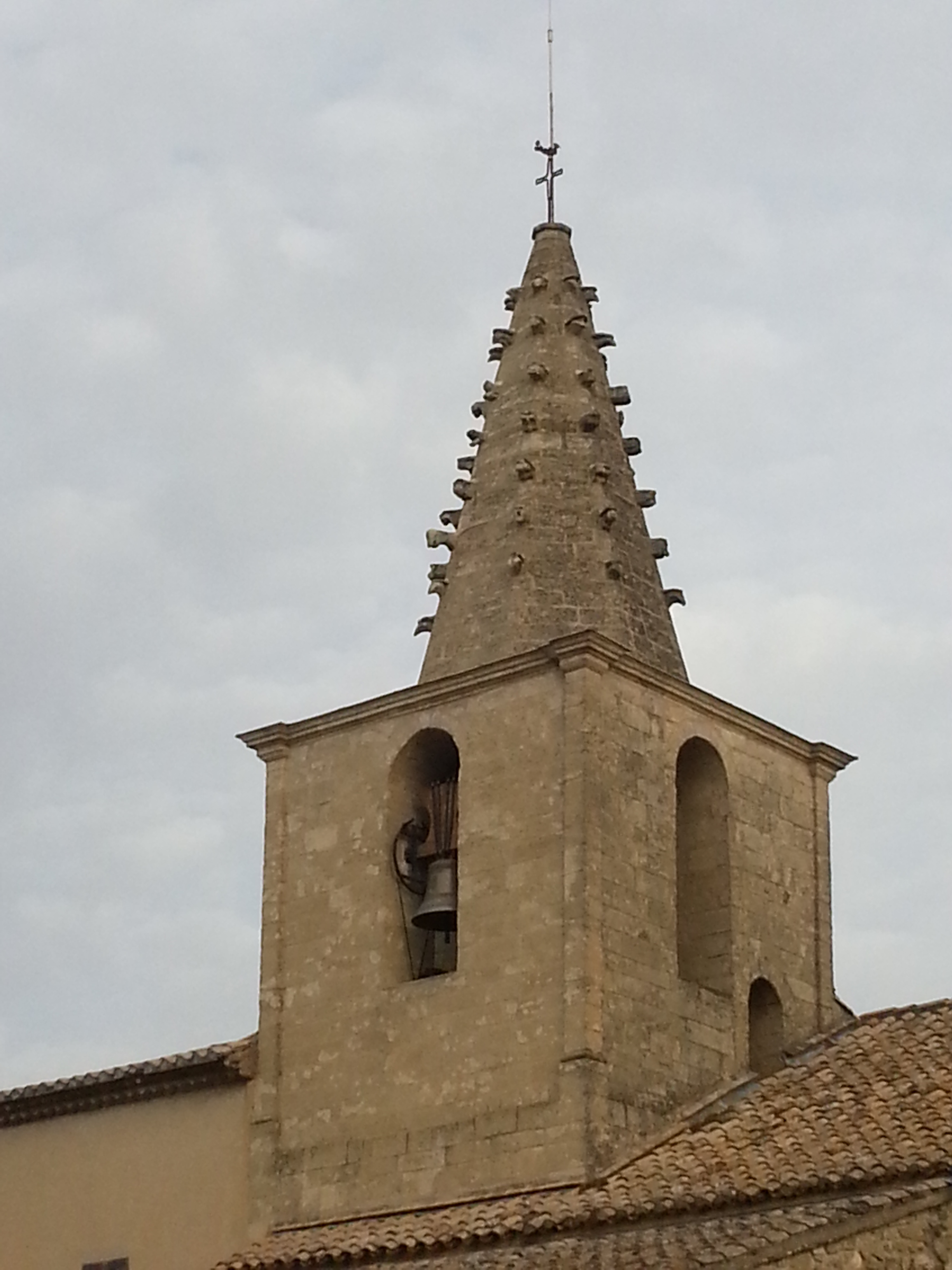
Vue du clocher avec sa flèche et ses rostres.

## Le calvaire
Sur la droite de l'entrée de l'église se trouve un calvaire. Il représente Marie à gauche et saint Jean à droite, entourant une croix. Dérobée en 1999, la statue de saint Jean a retrouvé sa place en 2005 après un travail de recréation à partir de photos d'archives.

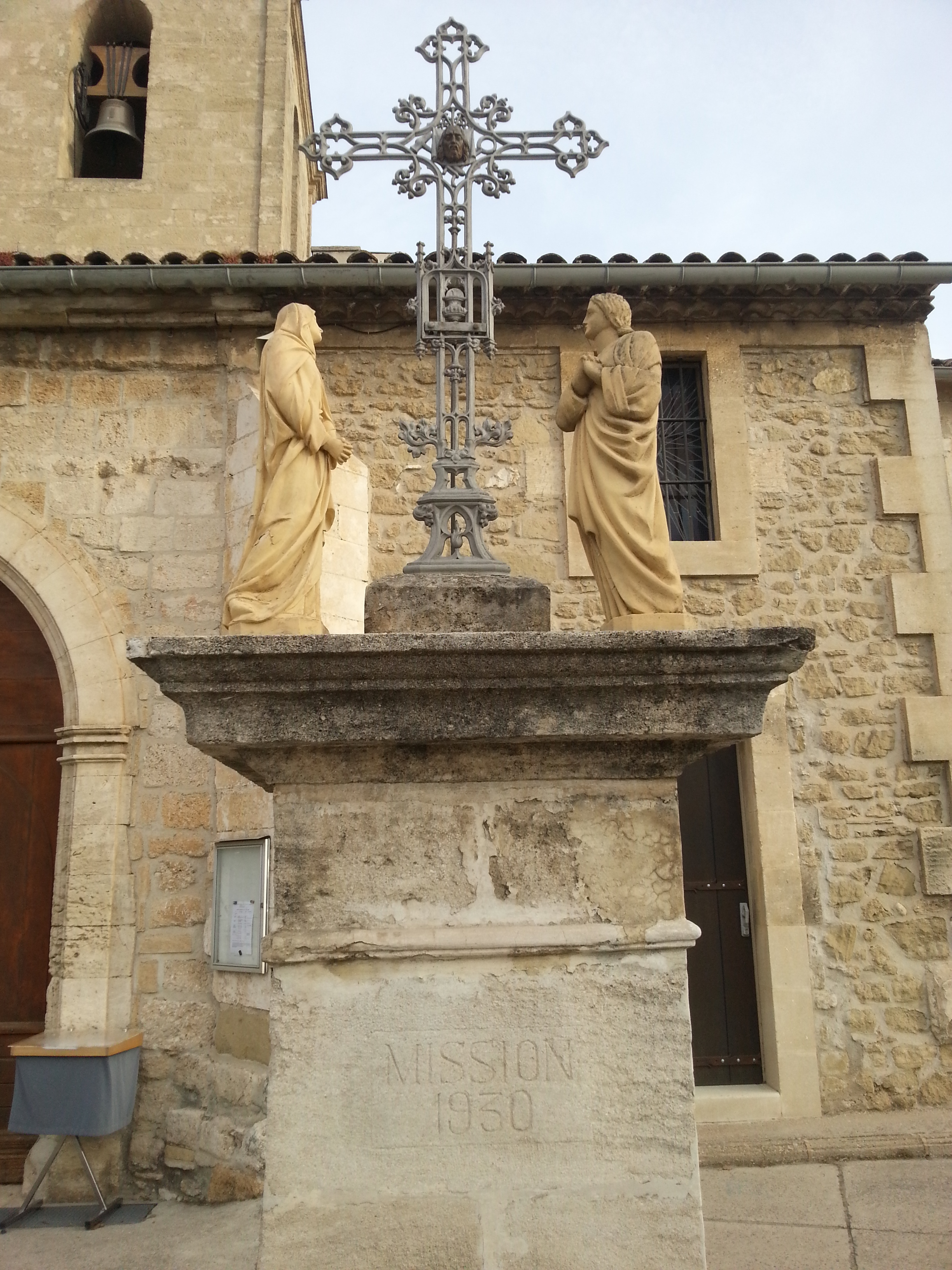
Le calvaire.